# Борисфен

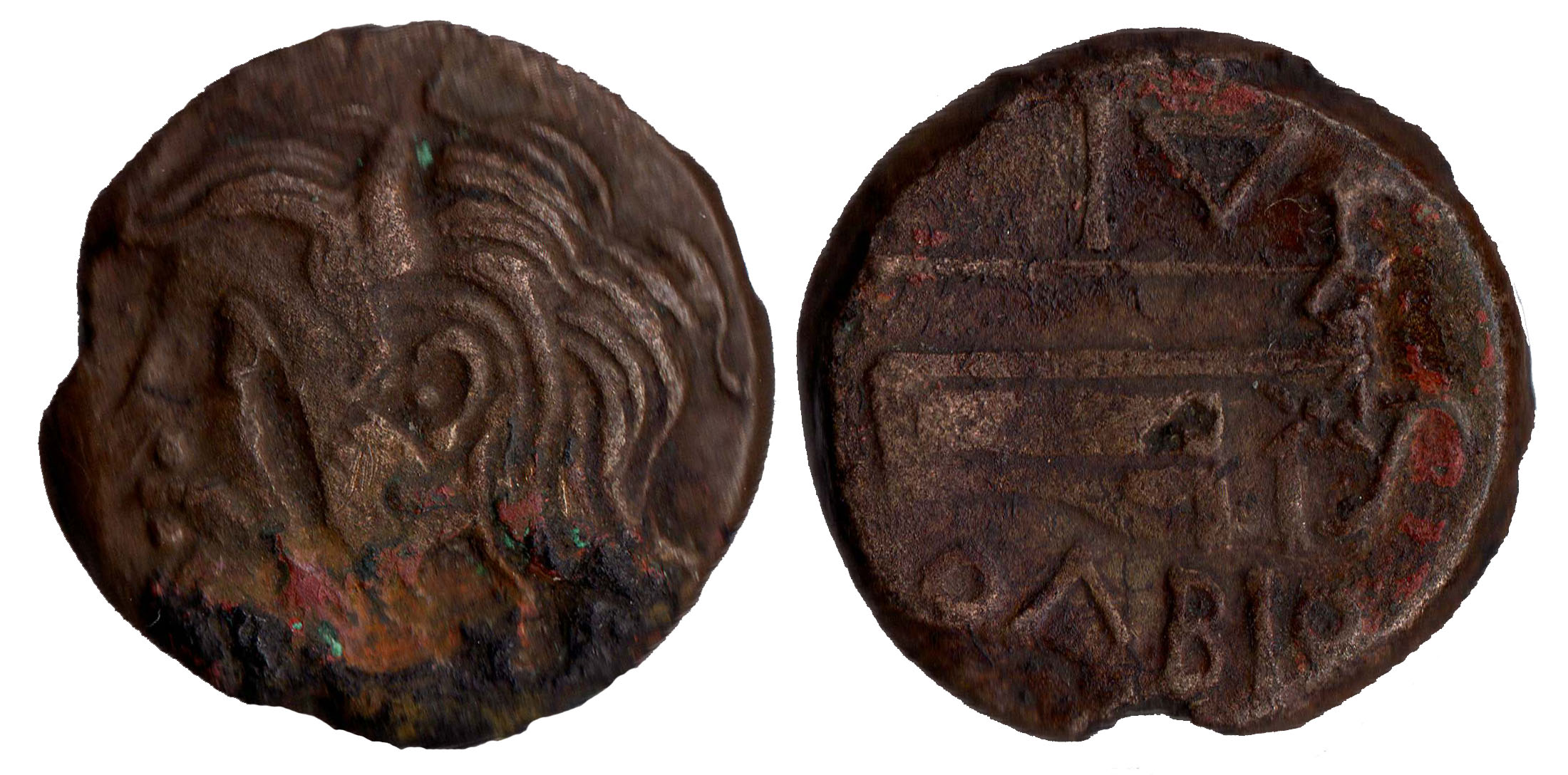
Бог річки Борисфен на монеті Ольвії

Борисфе́н, або Бористе́н, (дав.-гр. Βορυσθένης) — давньогрецька назва річки Дніпро та однойменний скіфський річковий Бог.
Згадується в античних джерелах, працях Геродота, Страбона, Плінія Старшого та інших. Слово Борисфен у своїй основі не грецьке. Його намагалися вивести з неслов'янських мов (готської та ін.). Але найімовірніша думка, що назва Борисфен походить від місцевої назви типу «Березин», «Берестин». Річки з подібними назвами існують і тепер: Берестина в басейні Дністра, Березина — притока Дніпра тощо.
У давньогрецькій міфології Борисфен народив доньку-німфу Борисфеніду та сина Тоанта, який став царем таврів.
Древня назва Дніпра увічнена у численних наукових (тобто, латинських) назвах рослин і тварин, коли вчений-першовідкривач вважав доцільним вжити як видову назву прикметник borysthenicus (дніпровський). Ось лише два приклади:

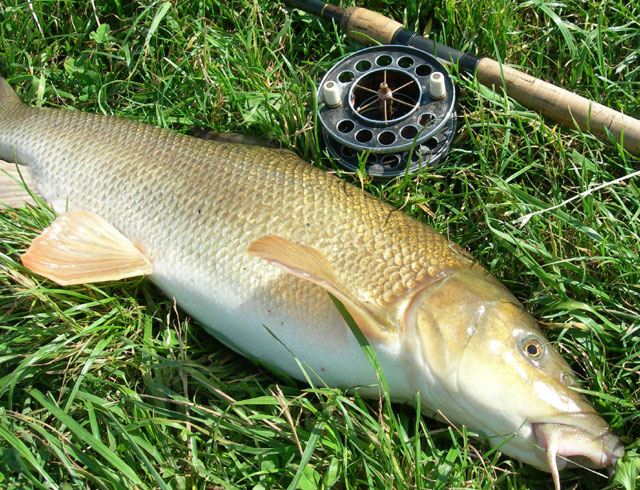
Марена дніпровська (Barbus borysthenicus) - ендемік водойм басейну Дніпра та Південного Бугу, занесений до Червоної книги України і Європейського червоного списка

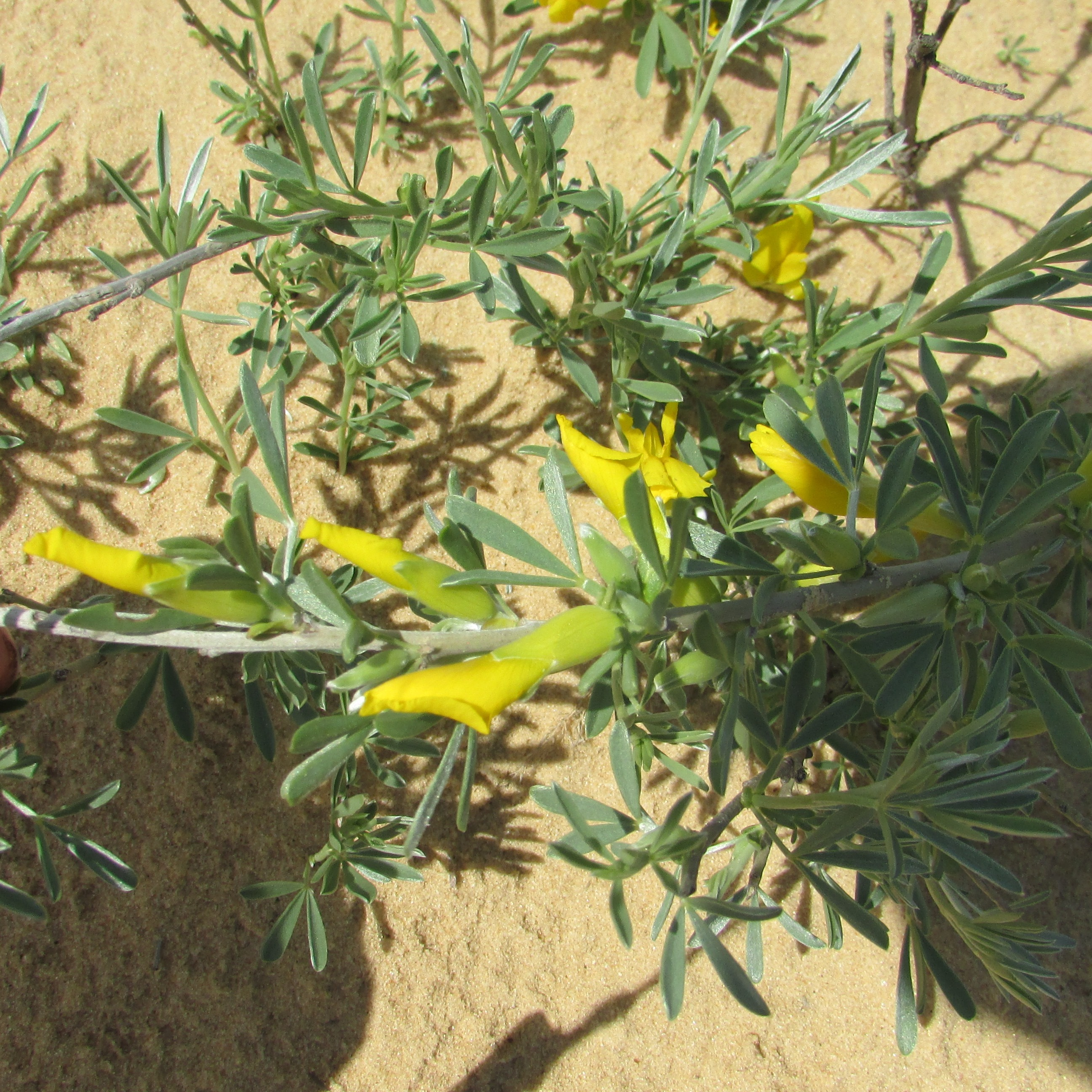
Жарновець борисфенський (Cytisus borysthenicus) у Національному природному парку "Олешківські піски" у пониззі Дніпра